# Rudolf Müller
Rudolf Müller (ur. 24 czerwca 1931 w Schmottseiffen, zm. 25 grudnia 2012 w Görlitz) – niemiecki duchowny rzymskokatolicki, w latach 1994-2006 biskup diecezjalny Görlitz. 

## Życiorys
Święcenia kapłańskie przyjął 17 lipca 1955, udzielił ich mu biskup pomocniczy Paderborn, Friedrich Maria Rintelen. W 1972 został inkardynowany do nowo powołanej administratury apostolskiej Görlitz. 19 maja 1987 papież Jan Paweł II mianował go biskupem pomocniczym administratury, ze stolicą tytularną Nasai. Sakry udzielił mu 1 lipca 1987 administrator apostolski bp Bernhard Huhn. 27 czerwca 1994 administratura została podniesiona do rangi diecezji, zaś bp Müller otrzymał nominację na jej pierwszego ordynariusza. Jego ingres do tamtejszej katedry odbył się 3 września 1994. 24 czerwca 2006 osiągnął biskupi wiek emerytalny (75 lat) i tego samego dnia opuścił swój urząd. Od tego czasu pozostawał biskupem seniorem diecezji. 